# Lycamobile
Lycamobile – wirtualny operator telefonii komórkowej oferujący usługi telefonii komórkowej na zasadach prepaid.
Lycamobile to największy na świecie operator tanich międzynarodowych i krajowych połączeń telefonii komórkowej.
Sieć ma ok. 16 milionów klientów na świecie.
Lycamobile wprowadziła swoją markę na rynek w 2006 roku i w ciągu 7 lat zdobyła ponad 30 milionów klientów w 21 krajach (Wielkiej Brytanii, Holandii, Portugalii, Belgii, Szwajcarii, Danii, Norwegii, Szwecji, Włoszech, Hiszpanii, Australii, Francji, Niemczech, Polsce, Irlandii, Austrii i Stanach Zjednoczonych, Macedonii i Ukrainie).

## Lycamobile w Polsce
W Polsce sieć rozpoczęła działalność w listopadzie 2011.
Karty SIM Lycamobile dostępne są na terenie całej Polski w popularnych sieciach sklepów i innych punktach sprzedaży.
Można także zamówić bezpłatny starter przez Internet na oficjalnej stronie operatora.
Sieć działa na infrastrukturze sieci Plus.